# Ad Molendijk
Arie Théodore (Ad) Molendijk (Bergen op Zoom, 12 maart 1929) is een Nederlandse beeldhouwer.

## Leven en werk
Molendijk bezocht van 1952 tot 1953 de Kunstnijverheidsschool in Breda. Van 1953 tot 1954 studeerde hij aan de Koninklijke Academie voor Schone Kunsten van Antwerpen van 1954 tot 1956 aan het Hoger Instituut voor Schone Kunsten (HISK) in Antwerpen. Molendijk had zijn eerste expositie in 1960 in de Antwerpse galerie Hessenhuis en zijn eerste solo-expositie in Galerie d'Eendt in Amsterdam. In 1964 en 1965 nam hij deel aan tentoonstellingen in het Stedelijk Museum in Amsterdam. Molendijk was met onder anderen Frans de Boo, Roger Chailloux, John Grosman, Guillaume Lo-A-Njoe, Karl Pelgrom, Jan Sierhuis, Pierre van Soest, Aat Verhoog en Leo de Vries lid van de Amsterdamse kunstenaarsgroep Groep Scorpio.
In 1967 nam Molendijk deel aan het kunstproject Beeld en Route van Ter Apel naar de Waddenzee en de Grote Markt in Groningen en in 1969 besloot hij zich in de provincie Groningen te vestigen. Hij exposeerde onder andere in het Groninger Museum en werd in 1980 uitgenodigd voor deelname aan de groepsexpositie Groningen Monumentaal in het Stadspark in Winschoten.
De steenbeeldhouwer woonde en werkte lange tijd in Bad Nieuweschans. Drie van zijn sculpturen werden geplaatst aan de oostkant van Bad Nieuweschans met de oude, nog herkenbare, vestinglinie. Deze vestingtekens bevinden zich aan de Bunderpoort, op de begraafplaats en aan de Meijerstraat. Molendijk woont sinds 2010 in Baarn.

## Werken (selectie)
- Zonder titel (1972), Sloterpark in Amsterdam Nieuw-West
- Sculptuur, Wethouder H. Meijerstraat in Bad Nieuweschans
- Sculptuur, entree Kappa Triton aan de Hoofdstraat in Bad Nieuweschans
- Sculptuur/fontein, Voorstraat in Bad Nieuweschans - in samenwerking met Joop de Blaauw
- Sculptuur, kerkhof aan de Rusthoflaan in Bad Nieuweschans
- Zonder titel, Bunderpoort in Bad Nieuweschans
- Monument voormalige synagoge, Achterstraat in Bad Nieuweschans

## Fotogalerij

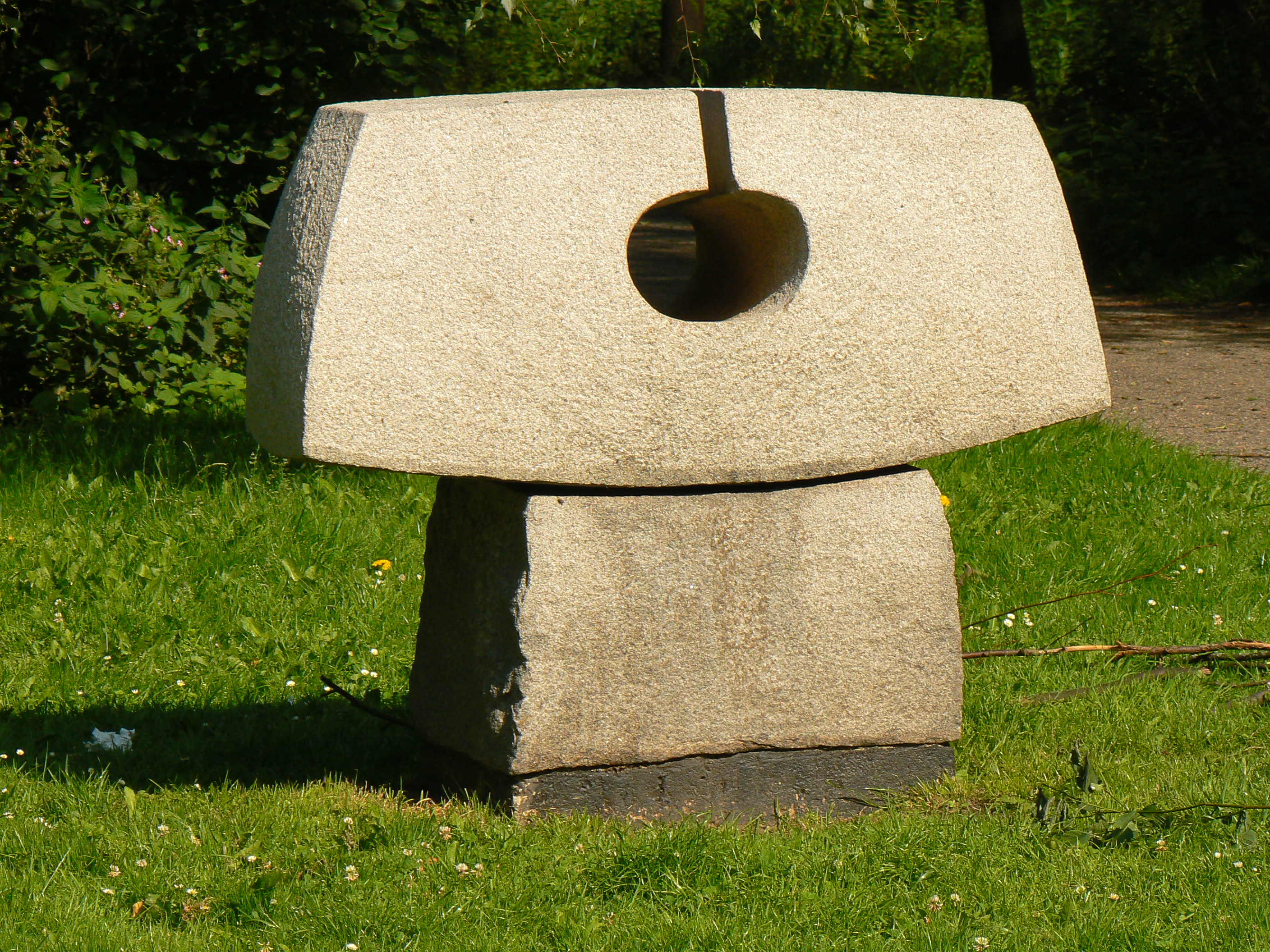
Zonder titel (1972), Sloterpark in Amsterdam Nieuw-West
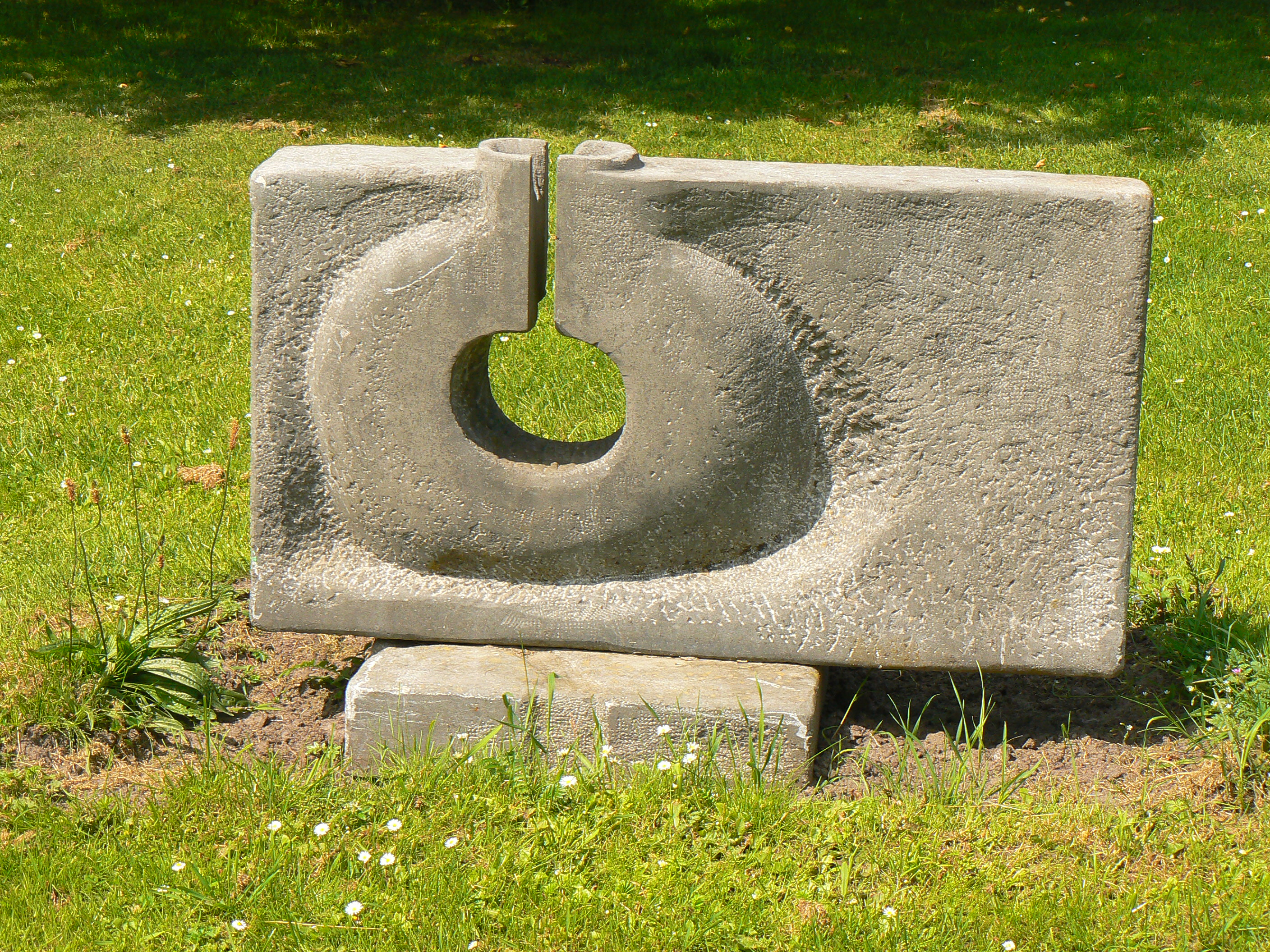
Sculptuur Weth. H. Meijerstraat in Bad Nieuweschans
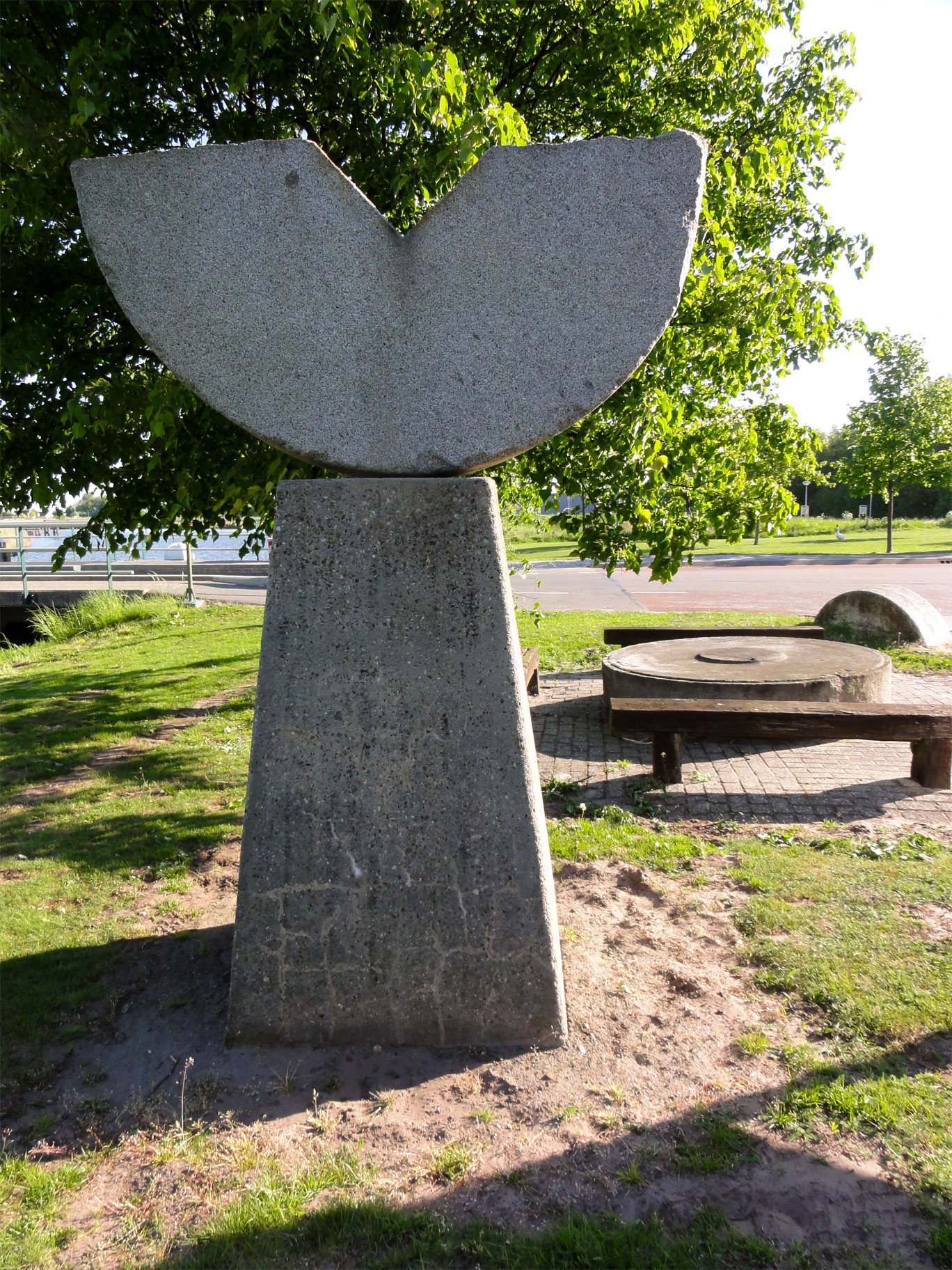
Sculptuur bij Kappa, Bad Nieuweschans
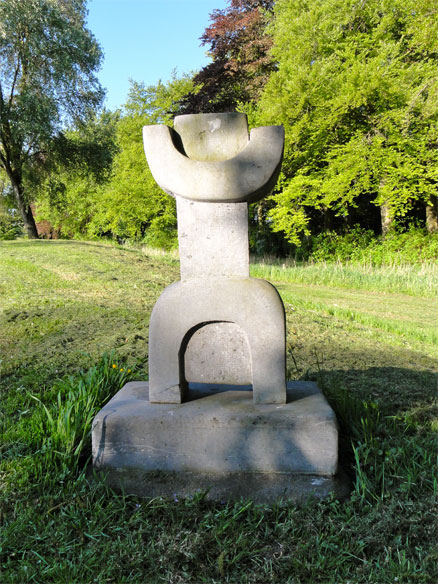
Zonder titel, Bunderpoort in Bad Nieuweschans
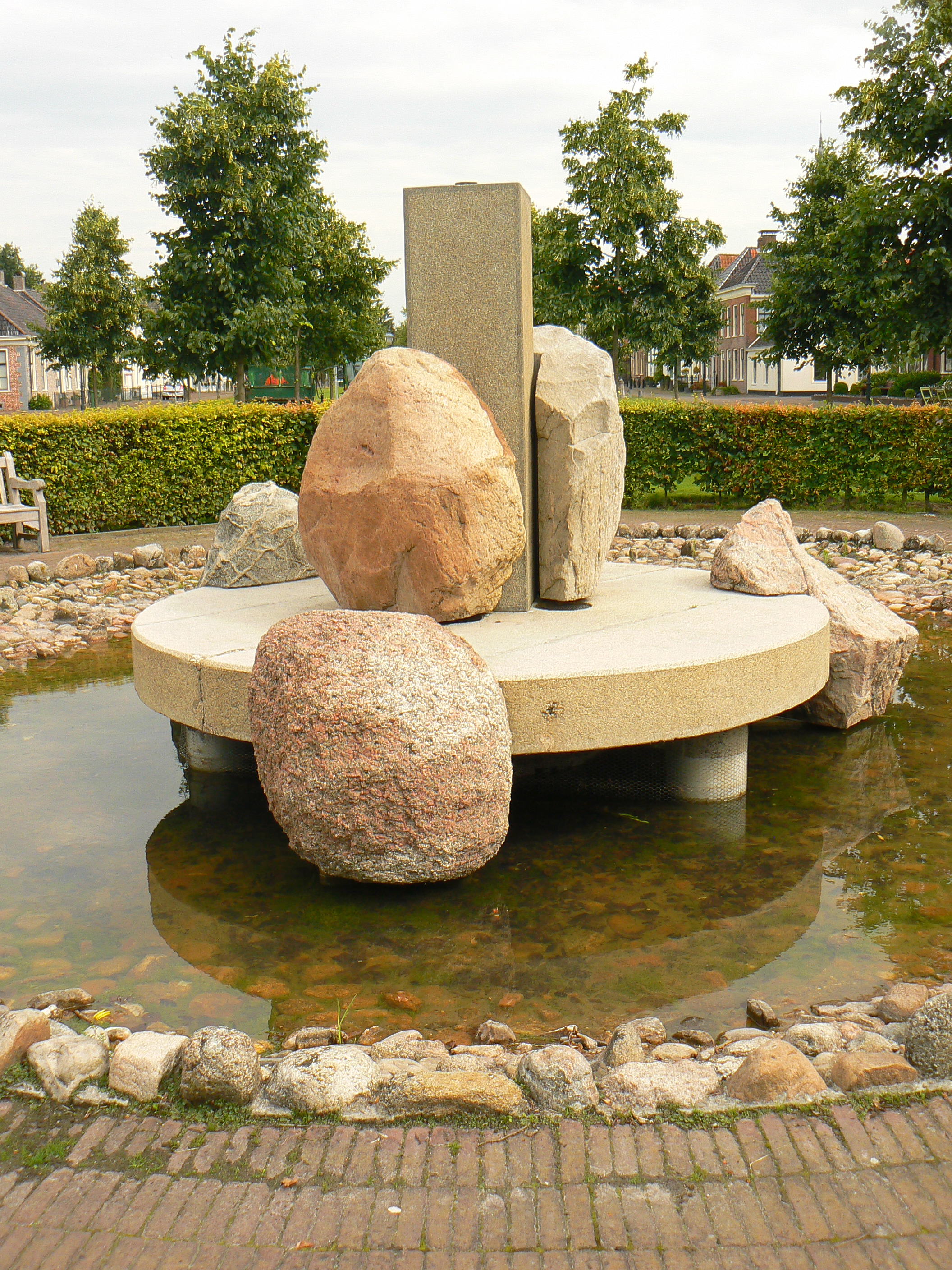
Sculptuur/fontein, Voorstraat in Bad Nieuweschans
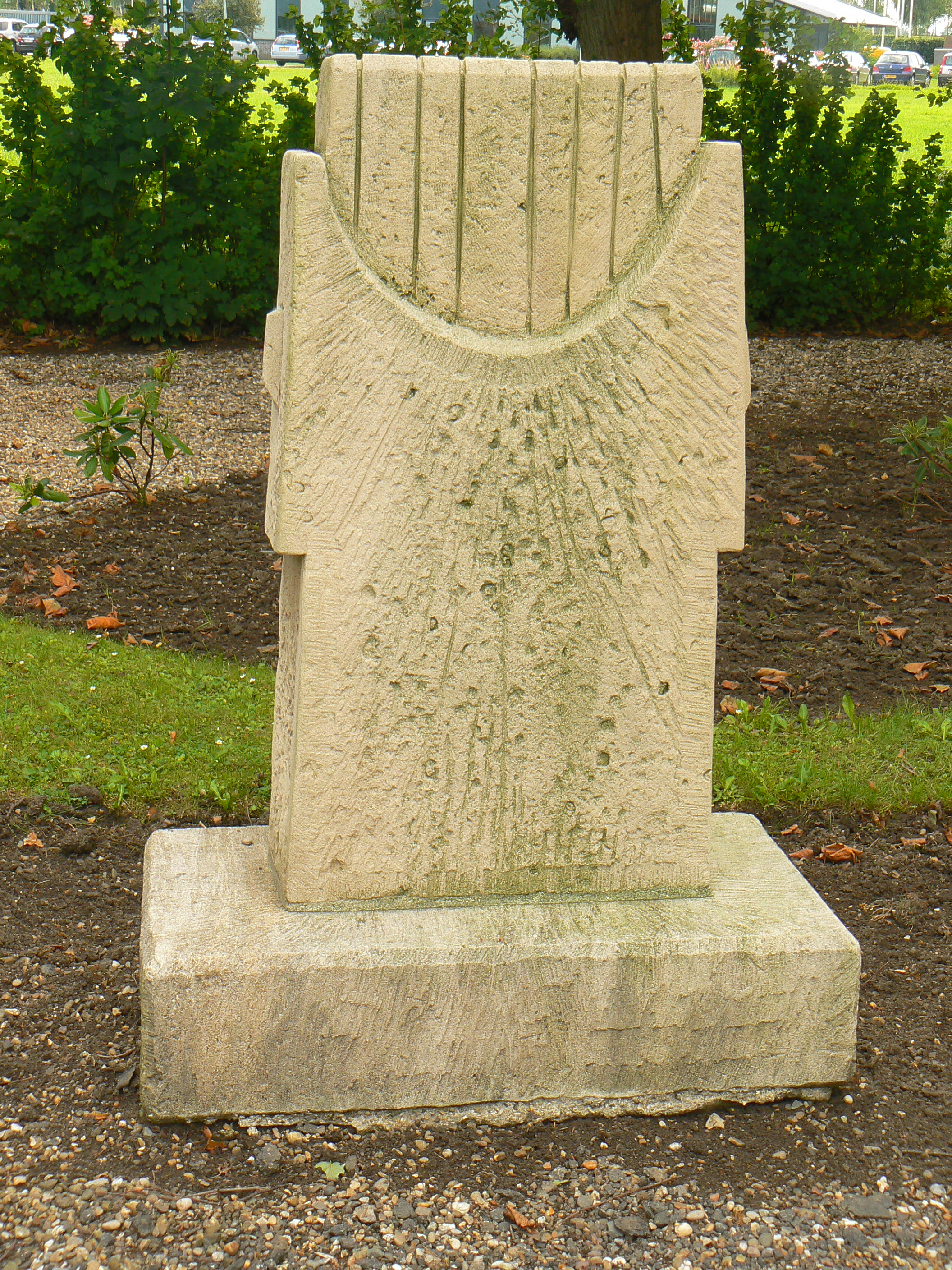
Sculptuur begraafplaats in Bad Nieuweschans
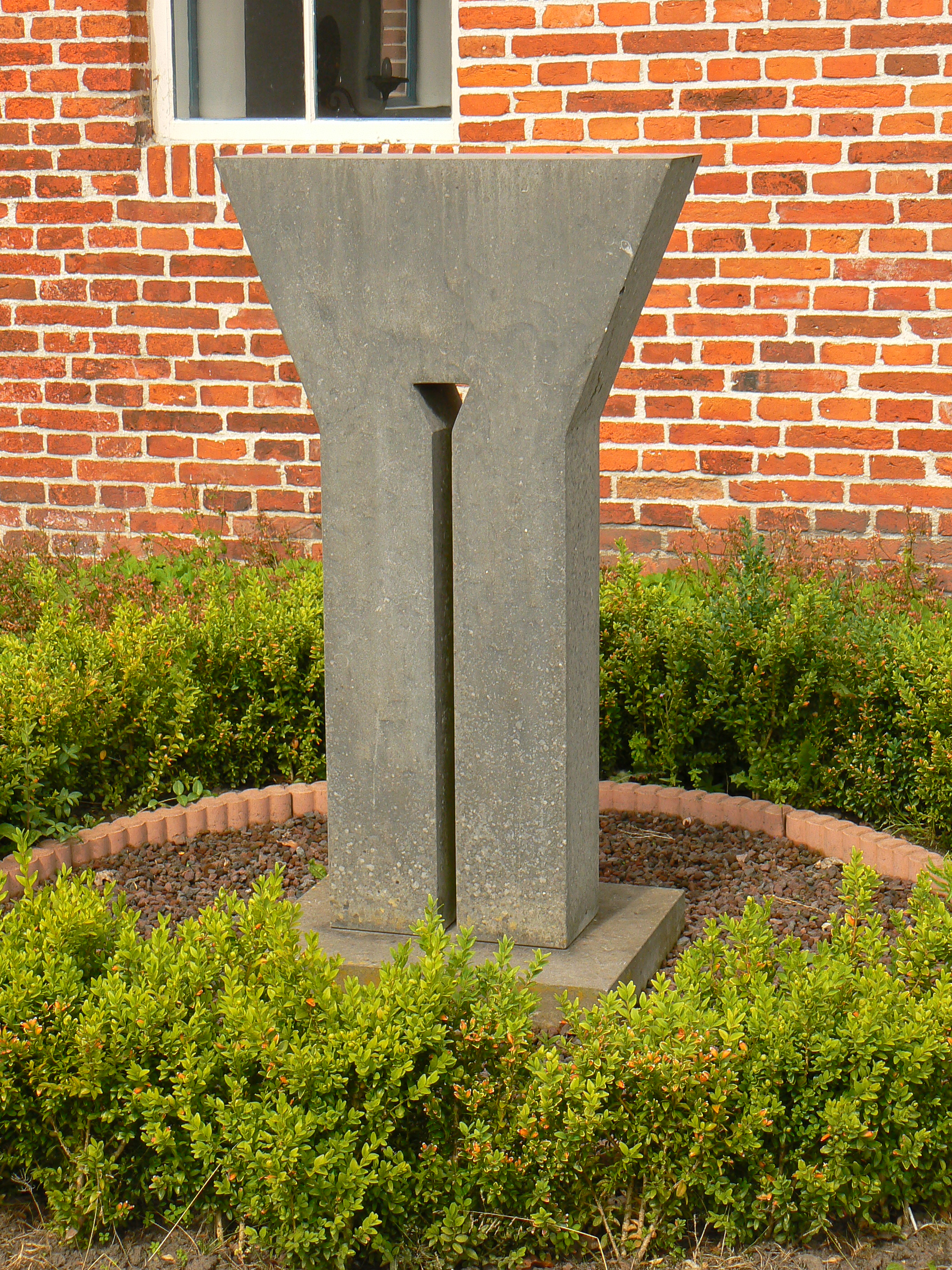
Monument voormalige synagoge in Bad Nieuweschans